# 神戸市立福池小学校
神戸市立福池小学校（こうべしりつ ふくちしょうがっこう）は、兵庫県神戸市東灘区本山南町に所在する公立小学校。

## 沿革
出典
- 1977年（昭和52年）
  - 3月25日 - 校舎完成。
  - 4月1日 -  本庄[2]・本山第一[3]・魚崎[4]の各小学校から分離して開校。開校時点の教職員数は38名。
  - 4月8日 - 移籍児童対面式挙行。本庄小学校より366名、魚崎小学校より255名、本山第一小学校より126名の計747名。
  - 4月9日 - 第1回入学式挙行。最初の新入生は193名。この193名を含め、児童数合計940名でスタートを切った。
  - 5月2日 - 校章制定。
  - 7月1日 - プール完成。
  - 7月4日 - 校旗制定。
  - 9月19日 - 小動物飼育小屋が完成。
  - 10月19日 - 校歌制定。
  - 11月15日 - 開校を祝う会と開校記念音楽会を開催。
- 1978年（昭和53年）8月30日 - 観察池が完成。
- 1979年（昭和54年）
  - 3月9日 - あけぴの棚が完成。
  - 5月11日 - 岩石園が完成。
  - 8月5日 - 運動場開放（学校公園）開始。
  - 9月25日 - アスレチックが完成。
- 1980年（昭和55年）3月20日 - 開放管理室（プール横）設置。
- 1981年（昭和56年）
  - 4月11日 - 低学年用アスレチック完成。
  - 4月16日 - 米飯給食開始。
  - 9月11日 - 日時計完成。
- 1982年（昭和57年）
  - 4月5日 - 投擲(てき)板完成。
  - 8月28日 - 西校舎南北出入口の前に屋根を設置。
- 1983年（昭和58年）9月16日 - 流水実験場完成。
- 1984年（昭和59年）9月29日 - 鳥小屋完成。
- 1985年（昭和60年）
  - 6月29日 - 校外児童会（なかよし班）が始まった。
  - 9月3日 -空缶回収が始まった。
- 1986年（昭和61年）
  - 8月28日 - つり輪完成。
  - 10月19日 - 10周年記念運動会開催。
  - 11月20日 - 10周年記念音楽会開催。
- 1988年（昭和63年）2月10日 - 体育館ボールよけネット完成。
- 1992年（平成4年）1月26日 - 6学年児童のウインタースクールが始まる。
- 1995年（平成7年）
  - 1月17日 - 5時46分頃、阪神・淡路大震災発生（M7.2・神戸:震度7）し、本校関係では、児童3名・保護者1名・教員1名が犠牲になった。また、約1200名が本校に避難し、負傷者や遺体が本校に運び込まれた。地震の影響で、電気・ガス・水道のライフラインが止まった。
  - 2月6日 - 「ふれあいの場」が、児童館で開かれた。
  - 2月20日 - 学校再開。ただし、1学年から3学年までが本校、4学年から6学年までが六甲アイランド小学校での分散授業となった。
  - 3月3日 - 全校生がそろって学校再開。プレハブ校舎にて、犠牲となった教員・児童の合同お別れ式を行った。本校プレハブ校舎を共同使用する本山南小児童との対面式挙行。
  - 3月24日 - 第18回卒業式を大型テントで挙行。
  - 3月26日 - 5学年児童14名が、鹿児島県に招待された。
  - 4月11日 - 入学式を、生協こうべ生活文化センターで挙行。
  - 7月21日 - 運動場開放が再開される。
  - 8月19日 - 校舎の修理開始。
  - 9月23日 - 学校に避難していた人が、全員退去した。
- 1996年（平成8年）
  - 1月17日 - 阪神・淡路大震災1周年記念式開催。児童作文朗読、保護者・避難者代表の話、黙祷、学校長の話など。
  - 3月11日 - 震災記録集「絆」（きずな）発行。
  - 9月6日 - 図書室にクーラー設置。運動場改修し、ブランコが設置。
  - 10月6日 - 20周年記念運動会開催。
  - 11月16日 - 20周年記念音楽会開催。
  - 11月22日 - こんにちはコンサートを開催。
  - 12月22日 - 総合遊具「ガッツ」完成。
- 1997年（平成9年）
  - 3月3日 - 20周年記念植樹を行った。
  - 3月19日 - テレビやロッカーが倒れない為に、壁に取り付ける作業を行った
  - 4月11日 - 車いす用トイレ設置。
  - 4月25日 - 保健室にクーラー設置。
  - 11月12日 - 学校の木をカイヅカイブキ・ヒバ・モクレン・クリ・ツツジに植え替える。
  - 11月15日 - クリーン作戦・とんじるの会を行った。保護者・福井池公園仮設住宅の方と協カして掃除を行い、その後校庭でとん汁を食べた。
- 1998年（平成10年）
  - 7月2日 - 「ズッコケ三人組」の作者那須正幹氏より、手紙とともに本（「ズツコケ脅威の大震災」）が贈られた。
  - 7月31日 - なかよし学級のプレールームが、カーペットに張り替えられる。
  - 8月25日 - 北校舎にも車いす用のトイレが設置。
- 1999年（平成11年）
  - 1月16日 - 授業参観・震災の日の集い・書初展を開催。
  - 1月17日 - 防災コミュニティーができた。
  - 6月2日 - ブール改修。
  - 6月5日 - 避難訓練練（引き渡し訓練）を行った。
  - 7月21日 - 体育館に、ひな段設置。
  - 10月6日 - 体育館にスポットライト設置。
- 2000年（平成12年）
  - 1月17日 - 授業参観と震災の集いを行った。
  - 5月12日 - 昨年までの「なかよく歩こう会」と春の遠足を合体する形で、なかよし遠足が始まった。
  - 8月10日 - 給食室に回転釜設置。
  - 11月9日 - 防災マップ作成。
- 2001年（平成13年）
  - 8月21日 - 放送室の機器更新。
  - 10月29日 - コンピュータ室で、インタ－ネットができるようになる。
- 2002年（平成14年）
  - 4月19日 - 職員室警報盤取替え工事実施。
  - 7月25日 - ブランコ・鉄棒がきれいになった。
  - 8月20日 - 教室でもインターネットができるようになった。
- 2003年（平成15年）
  - 8月8日 - 教室に2台目の扇風機設置。
  - 10月27日 - 音楽室にエアコン設置。
  - 11月21日 - 家庭科室と給食室でガス工事実施。
  - 12月8日 - 消火栓の点検と改修工事実施。
- 2004年（平成16年）
  - 3月30日 - 全教室にインターホン設置。
  - 8月20日 - 給食室の床改修。
  - 12月1日 - 初めて、地域運動会が開催された。
  - 12月4日 - 総合型地域スポーツクラブ『福池文化・スポーツクラブ』を立ち上げる。
- 2005年（平成17年）
  - 4月13日 - 東灘警察署などから防犯ブザーが贈呈された。
  - 5月7日 - 鉄棒、ブランコを修理。
- 2006年（平成18年）
  - 3月30日 - プレハブ教室2教室建設終了。
  - 5月9日 - 創立30周年記念航空写真撮影実施。
  - 9月24日 - 創立30周年記念運動会開催。
  - 9月29日 - クラブハウス完成。
  - 11月4日 - 創立30周年記念音楽会開催。
- 2007年（平成19年）
  - 3月23日 - プレハブ教室新築工事終了。
  - 9月13日 - 「いつでも蛇口」設置。
- 2008年（平成20年）
  - 1月15日 - 避難訓練、防災訓練、引渡し訓練実施。
  - 8月19日 - この日から9月30日まで、耐震補強工事（西校舎）と一般改修工事（北校舎）実施。

## 通学区域
神戸市東灘区。通学区域と進学先中学校は以下の通り。
- 神戸市立魚崎中学校
  - 魚崎北町1丁目（1番～5番）
  - 魚崎北町5丁目（1番～5番）
  - 魚崎中町1丁目（1番～6番）
- 神戸市立本山南中学校
  - 甲南町1丁目
  - 甲南町2丁目
  - 甲南町3丁目
  - 北青木2丁目（6番～9番）
  - 北青木3丁目
  - 北青木4丁目
  - 本山南町4丁目
  - 本山南町5丁目
  - 本山南町9丁目

## 校区内の主な施設
- 青い鳥学園第二幼稚園
- 小寄公園

## 交通
- JR東海道本線（JR神戸線）摂津本山駅より、南へ約7分。
- 阪神本線青木駅より、北約5分。
- 神戸市バス（37系統）北青木バス停より、約3分。

## 通学区域が隣接している学校
- 神戸市立本山南小学校
- 神戸市立本山第一小学校
- 神戸市立本山第二小学校
- 神戸市立魚崎小学校
- 神戸市立本庄小学校